# Rácskai-barlang
A Rácskai-barlang Magyarország fokozottan védett barlangjai közül az egyik. A Duna–Ipoly Nemzeti Parkban lévő Budai-hegység területén található. A Budai-hegység barlangjai közül ebből a barlangból került elő az első olyan őslénytani lelet, amely pleisztocénnél korábban élt gerinces állattól származik.

## Leírás
Remeteszőlős külterületén, Budapesttől nem messze, a Hosszúerdő-hegyen, a Remete-szurdok Ny-i bejárata előtt, a jobbra lévő, nem művelt kőbányában fekszik a barlang bejárata. A barlangbejárat egy kb. 50 m hosszú, vasbetonból készült táró. A barlang melegvizek korróziós hatása miatt, triász időszaki, dachsteini mészkőben jött létre.
Az üreg ásványkiválásai változatosak. Képződött benne borsókő, karfiol, kalcitlemez, logomit, azaz borsókő oszlop, barlangi karácsonyfa maradvány és cseppkő. Hidrotermális oldásformák, gömbüstök és apadási szinlők is megfigyelhetők falain. Két bejárata van és egy nagy csarnokból áll. Vízszintes kiterjedése 50 m. A lezárt barlangot csak a Duna–Ipoly Nemzeti Park engedélyével, valamint elektromos világítóeszköz használatával lehet megtekinteni. Leginkább szakemberek számára érdekes ez a nagyon sérült barlang. Barlangjáró alapfelszereléssel járható. A Duna–Ipoly Nemzeti Park Igazgatóság adatai szerint az M0-s autóút nyugati szektor, 10-es főút – 1-es főút közötti tervezett szakasz A változatának nyomvonala a 90. kilométerszelvény körül 10–35 méterre közelíti meg a barlangot.
A barlang a nem messze található Rácski-telepről, más néven Rácskai-telepről lett elnevezve. Előfordul a barlang az irodalmában Rácskai-II. barlang (Elkis SK 1973), Rácskai-II barlang (Elkis SK 1973), Rácskai-kőfejtő 1. sz. barlangja (Kordos 1984), Rácskai-kőfejtő I. sz. barlangja (Házi 1977), Rácskai-kőfejtő barlangja (Kordos 1979), Rácskai telepi I. sz. barlang (Házi 1977) és Rácskai-telepi Kőbánya 1. sz. barlang (Kraus 2003) neveken is. 1993-ban volt először Rácskai-barlangnak nevezve a barlang az irodalmában.

## Kutatástörténet
A barlang 1973-ban, kőbányászat során nyílt meg. Kessler Hubert 1973. augusztus 27-én bejárta, felmérte a barlangot, majd a felmérés adatainak felhasználásával megrajzolta a barlang alaprajz térképvázlatát, hosszmetszet térképvázlatát és keresztmetszet térképét. Az Elkis SK barlangkutatói ebben az évben megrajzolták a Rácskai-II. barlang nevű barlang alaprajz térképét és hosszmetszet térképét. Ez a barlang valószínűleg a Rácskai-barlang. A Vass Imre Barlangkutató Csoport 1977-ben felmérte a barlangot, majd Domokos Tibor a felmérés adatainak felhasználásával megszerkesztette a barlang alaprajz térképét. Kraus Sándor 1979-ben gyűjtött az üregből egy pliocén fehérfogú cickány metszőfogat, amelyet Kordos László határozott meg. Az 1984-ben megjelent, Magyarország barlangjai című könyv országos barlanglistájában szerepel a Budai-hegységben lévő barlang (Rácskai-kőfejtő 1. sz. barlangja). A listához kapcsolódóan látható a Dunazug-hegység barlangjainak földrajzi elhelyezkedését bemutató, 1:500 000-es méretarányú térképen a barlang földrajzi elhelyezkedése.
A Barlangtani Osztály 1985-ben szerkesztette meg a barlang alaprajz térképét és keresztmetszet térképeit. A felmérés adatai szerint a barlang hossza 10,7 m, mélysége 3,2 m, bejáratának szélessége 1,4 m és magassága 1,05 m. A barlang 1985. február 10-én kitöltött barlangkataszteri törzslapja szerint a Rácskai-barlang 32 m vízszintes kiterjedésű. 1985 után kezdték feltölteni szeméttel a már nem működő kőbányát. Több kutatócsoport is próbált feltárni benne ismeretlen részeket, de nem értek el különösebb sikert. Az 1987. évi MKBT központi kutatótábor tájékoztatójában van egy olyan ábra, amelyen megfigyelhető, hogy a budai barlangok közül néhány, pl. a Rácskai-barlang mekkora tszf. magasságban helyezkedik el, illetve ezeknek a barlangoknak mekkora a függőleges kiterjedése. A barlangot az Acheron Barlangkutató Szakosztály 1989-ben felmérte, majd a felmérés adatainak felhasználásával elkészítette a barlang alaprajz térképét. A felmérés szerint a barlang 60 m hosszú.
A SZIKKTI Barlangkutató Csoport 1992-ben végzett benne állagvédelmi munkát. 1993. április 8-tól a környezetvédelmi és területfejlesztési miniszter 12/1993. (III. 31.) KTM rendelete szerint a Budai-hegységben lévő Rácskai-barlang fokozottan védett barlang. Földtani jelentősége és veszélyeztetettsége miatt lett fokozottan védett barlang. A csoport 1997-ben végzett feltáró munkát a barlangban. 1998 augusztusában készült el a barlang alaprajz térképe és hossz-szelvény térképe, amelyeket Szabó Zoltán szerkesztett. A térképek a Szabó Zoltán, Szabó Péter és Újvári Gábor által végzett barlangfelmérés adatainak felhasználásával lettek rajzolva. 1998. május 14-től a környezetvédelmi és területfejlesztési miniszter 13/1998. (V. 6.) KTM rendelete szerint a Duna–Ipoly Nemzeti Park Igazgatóság illetékességi területén, a Budai-hegységben található Rácskai-barlang az igazgatóság engedélyével látogatható.
Nyerges Attila 2001 júliusában és szeptemberében megszerkesztette a barlangbejárat környezetének térképeit. 2001. május 17-től a környezetvédelmi miniszter 13/2001. (V. 9.) KöM rendeletének értelmében a Budai-hegység területén lévő Rácskai-barlang fokozottan védett barlang. Egyidejűleg a fokozottan védett barlangok körének megállapításáról szóló 1/1982. (III. 15.) OKTH rendelkezés hatályát veszti. A 2003-ban megjelent, Magyarország fokozottan védett barlangjai című könyv szerint a barlang hossza 100 m, függőleges kiterjedése 34 m, mélysége 31 m, magassága 3 m és vízszintes kiterjedése 50 m. Az Anubisz Barlangkutató Szakosztály 2003. évi jelentésében az van írva, hogy a Hosszúerdő-hegyi-sziklaüreg aknájának végponti falán látszódott olyan, finom szerkezetű, lemezes kalcitlerakódás, mely a Rácskai-barlangból ismert.
2005. szeptember 1-től a környezetvédelmi és vízügyi miniszter 22/2005. (VIII. 31.) KvVM rendelete szerint a Duna–Ipoly Nemzeti Park Igazgatóság működési területén, a Budai-hegységben található Rácskai-barlang a felügyelőség engedélyével látogatható. 2005. szeptember 1-től a környezetvédelmi és vízügyi miniszter 23/2005. (VIII. 31.) KvVM rendelete szerint a Budai-hegységben lévő Rácskai-barlang fokozottan védett barlang. A 2005-ben napvilágot látott, Magyar hegyisport és turista enciklopédia című kiadványban önálló szócikke van a barlangnak. A szócikk szerint a Rácskai-barlang a Budai-hegységben található és fokozottan védett természeti érték. Budapest határában, a Hosszúerdő-hegy felhagyott kőbányájában, 327 m tengerszint feletti magasságban van a barlang bejárata. A 100 m hosszú üregrendszer triász mészkőben, meleg vizek oldó hatása miatt keletkezett. 1973-ban tárult fel a barlang. A jelentősen sérült, egyetlen, tág termének falán melegvizes oldásformák, illetve ásványkiválások, karfiolok, kalcitlemezek és borsókövek figyelhetők meg. Engedéllyel járható a lezárt barlang.
2007. március 8-tól a környezetvédelmi és vízügyi miniszter 3/2007. (I. 22.) KvVM rendelete szerint a Duna–Ipoly Nemzeti Park Igazgatóság működési területén lévő Budai-hegységben elhelyezkedő Rácskai-barlang az igazgatóság engedélyével tekinthető meg. Egyik bejáratát 2012-ben, biztonságosan lezárták, másikat pedig műszakilag stabilizálták. 2013. július 19-től a vidékfejlesztési miniszter 58/2013. (VII. 11.) VM rendelete szerint a Rácskai-barlang (Budai-hegység, Duna–Ipoly Nemzeti Park Igazgatóság működési területe) az igazgatóság hozzájárulásával látogatható. 2015. november 3-tól a földművelésügyi miniszter 66/2015. (X. 26.) FM rendelete szerint a Rácskai-barlang (Budai-hegység) fokozottan védett barlang. 2021. május 10-től az agrárminiszter 17/2021. (IV. 9.) AM rendelete szerint a Rácskai-barlang (Budai-hegység, Duna–Ipoly Nemzeti Park Igazgatóság működési területe) az igazgatóság engedélyével látogatható. A 13/1998. (V. 6.) KTM rendelet egyidejűleg hatályát veszti.